# Deepstaria enigmatica
Deepstaria enigmatica é uma espécie de alforreca da família Ulmaridae, primeiro descrita em literatura por F.S. Russel. 